# ريم الكثيري
ريم حمد الكثيري هي طيارة رياضات جوية قطرية، طيارة باراموتور ولاعبة كرة يد سابقة. هي أول طيارة رياضات جوية في الشرق الأوسط. كما أصبحت أول امرأة في الشرق الأوسط تحصل على رخصة طيار ميكرولايت وتملك أيضًا العديد من رخص رياضات جوية. كما أنها أول طيارة للطائرة الدوارة (جيروكوبتر) في الشرق الأوسط.

## المسيرة المهنية
تخرجت من جامعة قطر بدرجة بكالوريوس في مجال العلوم الرياضية والتربية البدنية.
كما لعبت كرة اليد ممثلةً قطر في المباريات الدولية من 2001 إلى 2009. وكانت عضوًا أساسيًا في أول فريق نسائي قطري لكرة اليد.
قامت بتطوير اهتمامها بالرياضات المتطرفة خاصةً في الطيران المظلي عندما مارست الطيران المظلي لأول مرة أثناء جولة إلى فرنسا في 2008. أكملت أول رحلة فردية لها كطيار في 2012 ثم قررت الحصول على رخصة دولية في المملكة المتحدة.
انضمت إلى نادي الطيران القطري في 2012 وأصبحت بعد ذلك أول امرأة من قطر تدخل مجال الرياضات الجوية. حصلت على رخصة الطيار الخاصة الوطنية في 2014 في المملكة المتحدة وأصبحت أول امرأة في الشرق الأوسط تحمل رخصة طيار ميكرولايت ذات التحكم بالوزن.
أصبحت أول امرأة قطرية تطير بطائرة ميكرولايت. وفيما بعد أصبحت أول امرأة قطرية تملك طائرة مسجلة لدى الهيئة العامة للطيران المدني القطري وامتلكت الطائرة منذ 2016.
حصلت على رخصة APPI PPG من نادي سكايماستر للطيران في قطر في 2020. وفي يوليو 2021، أصبحت أول طيارة باراغلايدير مؤهلة في قطر.
في يوليو 2023، أصبحت أيضًا أول طيارة للطائرة الدوارة في الشرق الأوسط بعد حصولها على رخصة الطيار الخاصة للطائرة الدوارة (PPL) في المملكة المتحدة.